# El Barón
El barón es una obra de teatro escrita por el dramaturgo español Leandro Fernández de Moratín y estrenada en 1803.

## Antecedentes
En 1787, Moratín había recibido un encargo que no podía menos que cumplir: la condesa de Benavente, doña Faustina, le había encargado escribir una zarzuela. Escribió El barón, libreto de zarzuela en dos actos que envió a la condesa. Con gran alegría de Moratín, no se llegó a representar, pero corrió manuscrita y durante el viaje a Italia se hizo una adaptación sin permiso del autor que, con música de José Lidón, llegó a los escenarios. Además, un capitán de la inspección de caballería con aficiones de coplero, Andrés de Mendoza, había plagiado la obra desvirtuándola con el título de La lugareña orgullosa y estrenándola en el Coliseo de los Caños del Peral. Moratín recuperó la pieza y decidió convertirla en comedia.

## Argumento
Doña Mónica es una mujer acomodada del pequeño pueblo toledano de Illescas. Tiene dinero pero le falta cuna. Por ello queda deslumbrada con el barón que llega a la localidad. Mónica pretende casar a su hija Isabel con el recién llegado para emparentar así con la nobleza. El barón, por su parte, resulta no ser tal, sino un mero embaucador en busca de fortuna.

## Personajes
- El Barón
- La Tía Mónica
- Isabel
- Don Pedro
- Leonardo
- Fermina
- Pascual

## Representaciones
Fue estrenada en el Teatro de la Cruz de Madrid el 28 de enero de 1803. Antonio Ponce interpretó el personaje del Barón, acompañado de Antonio Pinto (Don Pedro), Mariano Querol (Pascual) y María Ribera (la Tía Mónica).
En el ámbito profesional volvió a representarse en 1983, en el Teatro Bellas Artes de Madrid, con dirección de José María Morera e interpretación de Guillermo Marín, Ana María Barbany, Amparo Baró, Asunción Balaguer, Félix Navarro, José María Pou y Joaquín Kremel.